# Golesj
Golesj (Bulgaars: Голеш Golesh, Turks: Köse Aydın) is een dorp in de Bulgaarse  oblast Silistra. Het dorp ligt 33 km ten zuidoosten van Silistra en 373 km ten noordoosten van Sofia.

## Bevolking
Met ruim 1.500 inwoners is Golesj het grootste dorp in de gemeente Kajnardzja. Bovendien is Golesj een van de weinige plaatsen in Bulgarije met een positieve bevolkingsgroei, met name te wijten aan het hoge geboortecijfer.
|  |

Volgens de volkstelling van 2011 wonen nagenoeg uitsluitend Bulgaarse Turken in het dorp Golesj (98,6%). Er werden slechts 17 etnische Bulgaren geteld (1,3%). 
| Etnische samenstelling van de respondenten (2011) | Etnische samenstelling van de respondenten (2011) | Etnische samenstelling van de respondenten (2011) | Etnische samenstelling van de respondenten (2011) | Etnische samenstelling van de respondenten (2011) |
| ------------------------------------------------- | ------------------------------------------------- | ------------------------------------------------- | ------------------------------------------------- | ------------------------------------------------- |
|                                                   |                                                   |                                                   |                                                   |                                                   |
| Bulgaren                                          | Bulgaren                                          |                                                   | 1,3%                                              | 1,3%                                              |
| Turken                                            | Turken                                            |                                                   | 98,6%                                             | 98,6%                                             |
| Roma                                              | Roma                                              |                                                   | 0,0%                                              | 0,0%                                              |
| Anders/Onbekend                                   | Anders/Onbekend                                   |                                                   | 0,1%                                              | 0,1%                                              |